# Amine Maghrebi
Mohamed Amine Maghrebi (in arabo محمد أمين المغربي‎?; Tunisi, 31 luglio 1984) è un cestista tunisino.

## Carriera
Con la Tunisia ha disputato i Campionati africani del 2011.